# Trombina

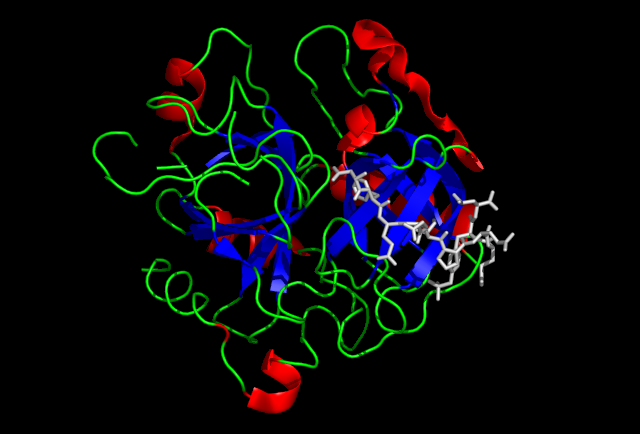
Estructura cristal·lina de la trombina amb un inhibidor

La trombina (EC 3.4.21.5, fibrinogenasa, trombasa, factor II activat de coagulació) és una proteasa serina, un enzim amb una gran importància en el procés de coagulació sanguínia (és el factor II activat de la cascada enzimàtica del procés de coagulació). En concret, catalitza la reacció de formació de fibrina a partir de fibrinogen, que permet la formació d'un coàgul sanguini. En éssers humans, aquest enzim és codificat pel gen F2, situat en el braç curt del cromosoma 11. La trombina es forma quan la protrombina, una proteïna del plasma sanguini, entra en contacte amb el factor X activat de la cascada enzimàtica. Aquesta allau de reaccions és iniciat per l'alliberament de factor tissular immediatament després que s'hagi produït una ferida a l'endoteli d'un vas sanguini.

## Història
A principis del segle xix, es coneixia l'existència de la fibrina i es consolidava la idea de Hewson, que la coagulació era una propietat del plasma. Els principals contribuïdors en el descobriment de la trombina han sigut diversos. L'any 1842, Alfred Donné va reportar que hi havia partícules a la sang més petites que els eritròcits i els leucòcits, que després van ser identificades com a plaquetes. La seva funció en la coagulació i la trombosi va ser identificada per Guilio Bizzozero, patòleg italià. L'any 1845, Andrew Buchanan, un cirurgià escocès, va descobrir la trombina.
Un dels altres contribuïdors va ser Alexander Schmidt (1831-1894). Aquest fisiòleg va barrejar el sèrum i els coàguls amb grans volums d'alcohol i va aconseguir aïllar una substància que podia coagular completament solucions de plasma a pH neutre i 37 graus de temperatura. Això li va convèncer que la naturalesa enzimàtica de la reacció i va anomenar a la substància "ferment procoagulant de fibrina", posteriorment anomenat trombina. A més, en barrejar la sang sencera amb alcohol, va veure que no passava el mateix, pel que va concloure que aquest ferment no existia en la sang com a tal, sinó en forma d'un precursor.
Paul Morawitz va publicar una extensa monografia sobre els quatre factors de la coagulació, coneguts en aquell moment: fibrinogen, trombina, trombocinasa i calci. En el seu treball va proposar un model de coagulació dividit en dues etapes: la generació de trombina i la coagulació del fibrinogen.

## Fisiologia

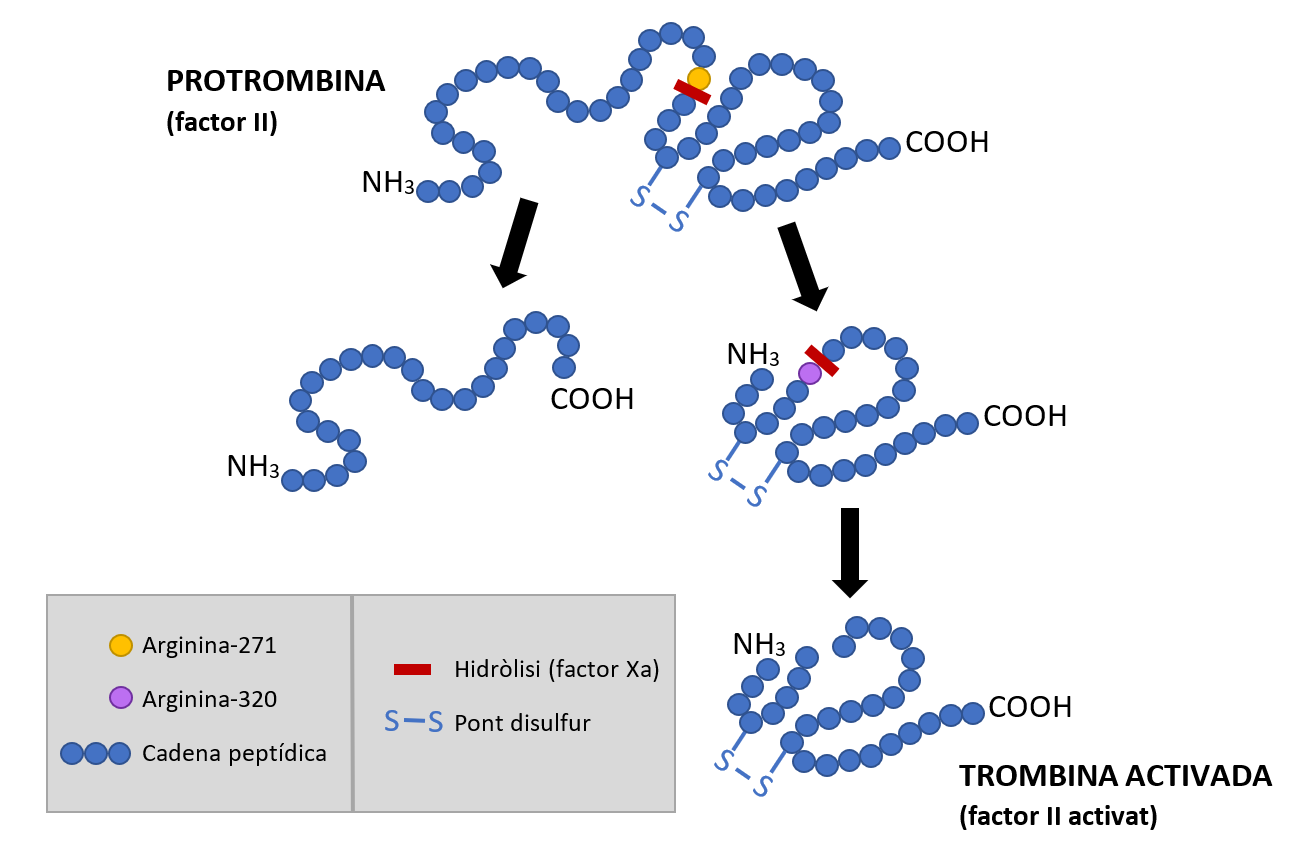
Síntesi de trombina activada

### Síntesi
La trombina (factor II activat) es forma per la hidròlisi de la protrombina (factor II) per part del factor Xa (factor X activat) de la cascada enzimàtica del procés de coagulació sanguínia. Concretament, s'hidrolitzen dos enllaços peptídics situats després dels aminoàcids Arg-271 i Arg-320.
L'associació del factor Xa amb el factor Va afavoreix la reacció de síntesi de la trombina, ja que el factor Va, tot i ser de naturalesa proteica, actua com a cofactor de l'enzim Xa en presència d'ions Ca2+. El factor Xa i Va formen el complex protrombinasa. Així doncs, la velocitat d'activació de la protrombina s'incrementa exponencialment en presència del factor Va: aproximadament unes 3·10⁵ vegades. Per tant, es pot afirmar que el complex protrombinasa és totalment imprescindible per a una producció eficient de trombina activada i per a una hemostàsia idònia.

### Mecanisme d'acció

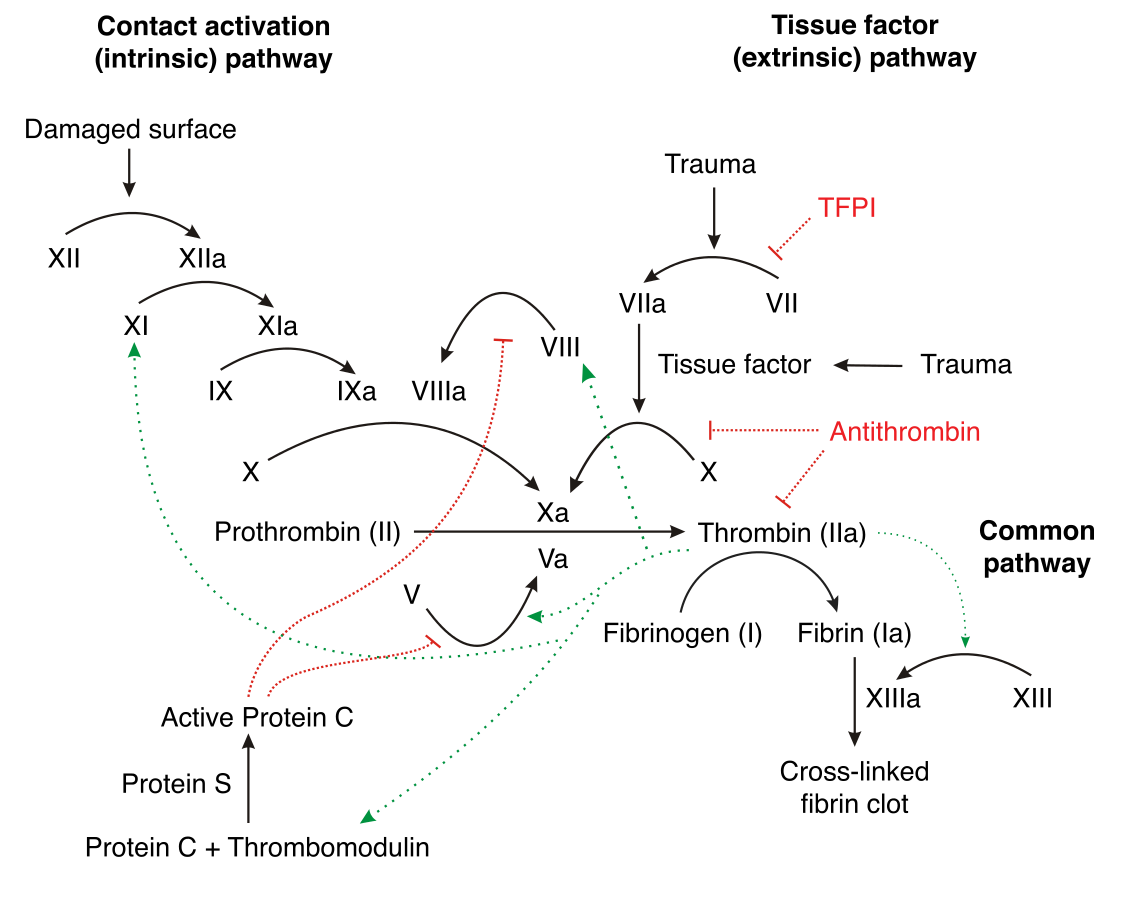
Cascada enzimàtica del procés de coagulació sanguínia

La trombina és imprescindible en el procés d'hemostàsia, és a dir, en l'aturada d'una hemorràgia causada per un dany en un vas sanguini. L'hemostàsia es dona gràcies a l'acció combinada de factors vasculars, plaquetes i factors de coagulació plasmàtics.
El procés de coagulació sanguínia té dues vies, l'extrínseca i la intrínseca, que acaben convergint en una via comuna final. En aquesta última etapa de la cascada enzimàtica, la protrombina es transforma en trombina i aquesta última actua convertint el fibrinogen en fibrina i activant el factor XIII. Els monòmers de fibrina acabats de sintetitzar polimeritzen ràpidament establint enllaços dèbils entre ells (principalment ponts d'hidrogen i enllaços electroestàtics). La xarxa de fibrina estabilitza l'agregació plaquetària ja formada immediatament després de l'hemorràgia i li aporta resistència. Seguidament, el factor XIIIa aporta resistència al coàgul en formació establint enllaços covalents entre els monòmers de fibrina. Cal destacar que la trombina també promou l'activació de les plaquetes i la seva agregació i adhesió gràcies a l'activació de receptors que es troben a la seva membrana.
La catàlisi del fibrinogen a fibrina es duu a terme eliminant el fibrinopèptid A de 16 aminoàcids situat a la cadena alfa i el fibrinopèptid B de 14 aminoàcids pertanyent a la cadena beta. Com que els dos extrems del fibrinogen tenen fortes càrregues negatives, la trombina també elimina aquestes càrregues de l'extrem N-terminal i, conseqüentment, els dos extrems de la proteïna ja no es repelen. Així doncs, les interaccions entre les cadenes de fibrina són possibles.
Un cop s'ha regenerat el teixit danyat, és necessari dissoldre el coàgul. Per fer-ho, en primer lloc cal aturar la producció de fibrina catalitzada per la trombina. En aquest procés, la trombina s'associa amb la trombomodulina, que inhibeix la seva activitat catalítica. A més, aquesta associació activa la proteïna C que, en presència de la proteïna S (cofactor), inactiva els factors FVa i FVIIIa. El factor VIIIa permet l'activació del factor X, que catalitza la hidròlisi de la protrombina per formar trombina. D'altra banda, el factor Va, tal com s'ha comentat anteriorment, és un cofactor del factor Xa imprescindible per a la producció de trombina a un ritme adequat. Així doncs, quan es produeixen aquestes reaccions inhibidores, la síntesi de trombina i, per consegüent, el procés de coagulació sanguínia s'aturen.
L'activitat de la trombina també pot ser inhibida per l'antitrombina, una glicoproteïna que presenta la seva afinitat per la trombina molt potenciada en presència d'heparina, un glicosaminoglicà de gran importància. L'antitrombina s'uneix al centre actiu de la trombina, impedint que pugui catalitzar la conversió del fibrinogen a fibrina.

## Estructura
El pes molecular de la protrombina és aproximadament 72.000 Da. El domini catalític és alliberat des del fragment de protrombina 1.2 fins a crear l'enzim trombina actiu, el qual té un pes molecular de 36.000 Da. Estructuralment, és un membre de la gran família PA de les proteases.
La protrombina està composta de quatre dominis; un extrem-N Gla domini, dos dominis kringle (K) i un extrem-C com la tripsina, domini de la proteasa serina. El factor Xa amb el factor V com a cofactor porta a la ruptura del Gla domini i dels dos dominis Kringle (K) (formant junts un fragment anomenat 1.2) i deixa a la trombina, consistint només del domini de la proteasa serina.
Com en el cas de totes les proteases serines, la protrombina és convertida a trombina activa per proteòlisi d'un enllaç peptídic intern, exposant un nou extrem-N Ile-*NH3. El model històric d'activació de les proteases serines implica una inserció d'aquesta nova formació extrem-N de la cadena pesada al β-barril que promou la conformació correcta dels residus catalítics. Contrari a les estructures de cristall de trombina activa, estudis d'espectrometria de masses d'intercanvi de deuteri d'hidrogen, indiquen que aquest extrem-N Ile-*NH3 no resulta introduït al β-barril en la forma apo de trombina. Tanmateix, la unió del fragment actiu de la trombomodulina apareix al·lostèricament per promoure la conformació activa de la trombina inserint aquest extrem-N.
La trombina és una glicoproteïna (un heterodímer) formada per dues cadenes polipeptídiques unides covalentment per un pont disulfur: una cadena àcida A de 36 aminoàcids i una cadena àcida B de 259 aminoàcids. Les cadenes no estan separades en dominis sinó que formen un únic cos contigu.
La cadena A té una conformació helicoïdal i s'enrotlla al voltant de la cadena B. Aquest enllaç amb la cadena B es dona principalment entre les cadenes laterals per ponts salins i ponts d'hidrogen. A més, la regió C-terminal forma una petita hèlix amfipàtica amb algunes de les cadenes laterals hidròfobes que tenen interacció amb la cadena B.
La cadena B en canvi és la que conté el centre actiu de la proteïna, aquest està format per dos dominis de barril de 6 cadenes cada un, i envoltats per 4 zones helicoïdals.
La molècula, un cop activada, té la forma general d'una esfera de dimensions 45x45x50 Å. En ella podem identificar quatre punts importants. Primer, la zona catalítica, la qual li dona a la molècula la seva funció de serina proteasa. És on es fixa el substrat (el fibrinogen). Dos altres són llocs de fixació i estan carregats positivament, que es troben en la cadena B: l'exolloc 1, que uneix el fibrinogen, i la trombomodulina; i l'exolloc 2, l'heparina. I, per acabar, un bucle vinculant del sodi.

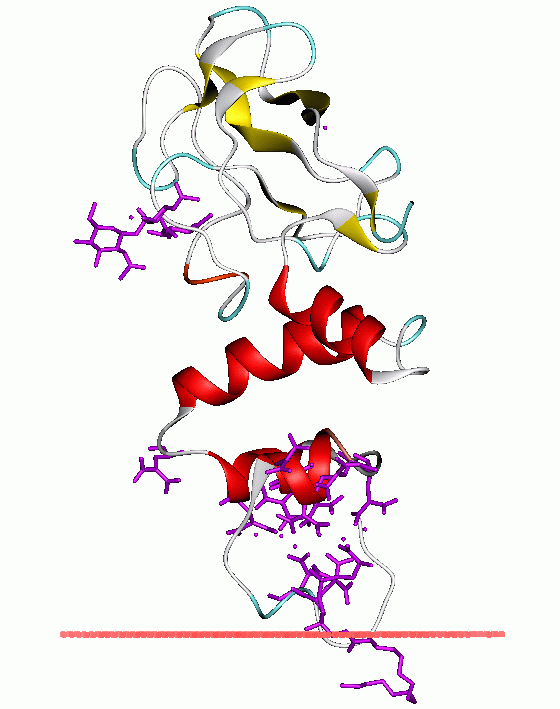
Fixament de la protrombina bovina a la membrana a través del seu domini Gla.

## El gen
El gen de la trombina (protrombina) el podem localitzar en el cromosoma 11(11p11-q12).
Hi ha aproximadament unes 30 persones en el món que se'ls ha diagnosticat la forma congènita de deficiència del Factor II, que no s'ha de confondre amb la mutació G20210A de la protrombina, a la que també se li diu la mutació del factor II. La protrombina G20210A és congènita. S'han trobat unes 50 mutacions en el gen F2 que causen deficiència de protrombina. La majoria d'aquestes mutacions afecten solament a un aminoàcid de la protrombina. Algunes mutacions causen una reducció dràstica de l'activitat de la proteïna cosa que pot portar a episodis de sagnats força severs. Altres mutacions disminueixen moderadament la seva activitat de manera que es produeixen episodis de sagnats menys greus. Ara per ara, no s'ha detectat cap cas d'una mutació que elimini completament l'activitat de la protrombina, els investigadors creuen que és degut al fet que no es pot sobreviure amb tal mutació.
La protrombina G20210A normalment no ve acompanyada d'altres mutacions de factors (per exemple: el més comú és el factor V de Leiden). El gen pot ser heretat heterozigot (1 parell) o, menys sovint, homozigot (2 parells), i no està relacionat amb el grup sanguini. Les mutacions homozigotes eleven el risc de trombosi més que no pas les mutacions heterozigotes, però el risc incrementat relatiu no està ben documentat. Altres riscs potencials per trombosis, com són els anticonceptius orals, poden ser un additiu. L'anterior relació notificada de la malaltia inflamatòria intestinal (per exemple: la malaltia de Crohn o Colitis ulcerosa) i la protrombina G20210A o la mutació del factor V de Leiden ha sigut contradita per la investigació.

## Rol en malalties
L'activació de la protrombina és crucial en la coagulació fisiològica i patològica. Han estat descrites diverses malalties rares implicant la protrombina (p. ex., hipoprotrombinèmia). Els anticossos d'antiprotrombina a les malalties autoimmunes poden ser un factor a la formació de l'anticoagulant de lupus (també conegut com a síndrome antifosfolípid). La hiperprotrombinèmia pot ser causada per la mutació del G20210A. Un altre trastorn hereditari relacionat amb la trombina causat per una mutació particular del gen F2 és la trombofília. Aquesta anomalia causa una major tendència a formar coàguls anormals als vasos sanguinis i un major risc a desenvolupar trombosi venosa profunda i una embòlia pulmonar.
La trombina, un potent vasoconstrictor i mitogen, està implicada com un factor important en el vasoespasme després d'una hemorràgia subaracnoidal. La sang d'una ruptura de coàguls d'un aneurisma cerebral al voltant d'una artèria allibera trombina. Això, pot induir una aguda i prolongada reducció del vas sanguini, potencialment resultant en isquèmia i infart cerebral (ictus).
A més a més de la seva funció clau en el procés dinàmic de la formació de coàguls sanguinis, la trombina té un caràcter important pro-inflamatori, els quals poden influir a l'inici i posterior progressió d'ateroesclerosi. Actuant via els seus específics receptors de membrana cel·lular (receptors activats de la proteasa: PAR-1, PAR-3 i PAR-4), els quals són abundantment expressats en tots els constituents de la paret arterial, la trombina té el potencial d'exercir accions pro-aterogèniques com la inflamació, el reclutament dels leucòcits a les plaques d'ateroma, millorar la tensió oxidativa, la migració i la proliferació de les cèl·lules vasculars musculars llises, l'apoptosi i l'angiogènesi.
La trombina està implicada a la fisiologia de coàguls sanguinis. La seva presència indica l'existència d'un coàgul. A l'any 2013, un sistema per detectar la presència de la trombina va ser desenvolupat en ratolins. Combina òxids de ferro coberts de pèptids amb informants químics. Quan un pèptid es lliga a una molècula de trombina, els informants químics són alliberats i apareixen a l'orina on llavors poden ser detectats. Proves en éssers humans encara no s'han portat a terme.
Una gran quantitat de treball dona suport a l'associació de trombosis i els tumors malignes. Les dades clíniques i de laboratori acumulades apunten a l'important paper de la trombina a la biologia tumoral. La trombina es capaç d'estimular l'adhesió i el creixement tumoral mitjançant l'activació directa de les cèl·lules tumorals a traves dels receptors activats per proteasa de membrana (PAR) o indirectament a través de les interaccions entre les plaquetes i les cèl·lules tumorals i l'angiogènesi. La trombina, pot potenciar la metàstasi augmentant la quantitat de cèl·lules tumorals a la circulació, retenint les cèl·lules tumorals i protegint-les de les cèl·lules immunes, i d'aquesta manera estimulant la neoangiogènesi tumoral. Aproximadament el 10% dels pacients que desenvolupen la trombosi espontània també desenvolupen càncer en els propers anys. A més a més, la prognosi empitjora per els pacients amb càncer que desenvolupen una trombosi. Aproximadament, el 40% dels pacients amb trombosi que van ser posteriorment pronosticats amb càncer van tenir metàstasi en el moment de ser pronosticats.

## Aplicacions

### Eina de recerca
Donada l'elevada especificitat proteica, la trombina és una eina bioquímica valuosa. El lloc de clivatge (Leu-Val-Pro-Arg-Gly-Ser) s'inclou habitualment en regions vinculants de construccions de proteïnes de fusió recombinants. Després de la purificació de proteïna de fusió, la trombina pot ser utilitzada per tallar selectivament entre els residus de l'arginina i la glicina del lloc de clivatge, eliminant eficaçment l'etiqueta de purificació de la proteïna d'interès amb un alt grau d'especificitat.

### Medicina i cirurgia
El concentrat de complex de protrombina i el plasma fresc congelat són preparats amb factors de coagulació rics en protrombina que poden ser utilitzades per corregir deficiències (normalment degudes a les medicacions) de protrombina. Les indicacions inclouen sagnats intractables a causa de la warfarina.
La manipulació de protrombina és fonamental per al mode d'acció de la majoria d'anticoagulants. La warfarina i els medicaments relacionats inhibeixen la carboxilació dependent de la vitamina K de diversos factors de coagulació, inclosa la protrombina. L'heparina augmenta l'afinitat de l'antitrombina a la trombina (així com al factor de la coagulació X). Els inhibidors directes de la trombina, una nova classe de medicaments, inhibeixen directament la trombina unint-se a la seva zona activa.
La trombina recombinant està disponible en pols per a la reconstitució en solució aquosa. Es pot aplicar tòpicament durant la cirurgia com a ajut a l'hemostàsia. Pot ser útil per a controlar el sagnat menor de capil·lars i vènules petites, però és ineficaç i no indicat per a un sagnat arterial massiu o ràpid.
Els agents antitrombina clàssicament són fets servits per al tractament i la prevenció de la trombosis arterial i venosa. Recentment els agents antitrombina han sigut investigats per les seves propietats anticanceroses. El procés de coagulació es relaciona de manera complexa amb les cèl·lules tumorals, amb mecanismes en comú que les relacionen com per exemple l'hemostàsia i els tumors malignes. La trombosi venosa és la segona causa de mort més comuna a pacients amb càncer i s'estima que 1 de cada 7 pacients mor d'una embòlia pulmonar evitable que del càncer en si mateix. Tractar pacients amb càncer, ja sigui amb la intenció de curar-los o alleujar-los, requereix un enfocament multidisciplinari. Els pacients amb càncer tenen un alt risc de patir complicacions per sagnat i recurrència. L'ús dels agents antitrombina, com per exemple l'heparina de baix pes molecular, podrien millorar la supervivència dels pacients de càncer per varis mecanismes. Aquests mecanismes, tenen en compte la reducció a la freqüència d'una trombosi fatal, l'interferència amb la coagulació activa de la sang, l'interferència a la generació de serines proteases que afecten al fenotip de tumor i els efectes cel·lulars directes de l'heparina, tant als elements tumorals epitelial com a l'endotelial.

### Producció d'aliments
La trombina combinada amb fibrinogen es ven amb la marca Fibrimex per utilitzar-la com a agent d'unió per a la carn. Les dues proteïnes de Fibrimex deriven de sang porcina o bovina. Segons el fabricant, es pot utilitzar per produir nous tipus de carns mixtes (per exemple, combinar vedella i peix a la perfecció). El fabricant també afirma que es pot utilitzar per combinar carn muscular sencera, formar-la i proporcionar-la, reduint així els costos de producció sense pèrdues de qualitat.
El secretari general Jan Bertoft, de l'Associació de Consumidors de Suècia, ha afirmat que "hi ha el perill d'enganyar els consumidors, ja que no hi ha manera de distingir aquesta carn reconstituïda de carn real".